# Parc de Sant Martí
Parc de Sant Martí är en park i Spanien.   Den ligger i provinsen Província de Barcelona och regionen Katalonien, i den östra delen av landet, 500 km öster om huvudstaden Madrid. Parc de Sant Martí ligger 15 meter över havet.
Terrängen runt Parc de Sant Martí är platt söderut, men åt nordväst är den kuperad. Havet är nära Parc de Sant Martí åt sydost. Närmaste större samhälle är Barcelona, 4,7 km sydväst om Parc de Sant Martí. 